# Johan Lundbye
Johan Thomas Lundbye (1 de septiembre de 1818 - 25 de abril de 1848) fue un pintor y artista gráfico danés, conocido por sus pinturas de animales y sus paisajes.

## Estilo
Artísticamente lo influyó la llamada de Niels Lauritz Høyen a desarrollar el arte nacionalista danés mediante la exploración de los paisajes nacionales, los monumentos y edificios históricos, así como los campesinos de su país. fue uno de los pintores románticos, junto con P.C. Skovgaard y Lorenz Frølich, que con frecuencia pintó los paisajes de Zealandia. Alcanzó la celebridad por sus dibujos de animales y sus paisajes, en particular la Kystparti ved Isefjord.